# Museo de Arte y Artesanía de Linares
El Museo de Arte y Artesanía de Linares es un museo especializado en Arte y Artesanía de la ciudad de Linares, capital de la provincia homónima, en la VII Región del Maule, Chile. El Museo de Arte y Artesanía de Linares se fundó en 1962 con el aporte de obras donadas por diversos artistas chilenos. En 1966, la muestra se instaló en una casa de estilo colonial adquirida por la Ilustre Municipalidad de Linares, que en 1968 fue entregada en comodato a la Dirección de Bibliotecas, Archivos y Museos (Dibam). En adelante, se fueron incorporando nuevas salas gracias al aporte de distintas instituciones locales. El Museo fue reinaugurado en 2010, tras un profundo proceso de restauración del edificio.

## Historia
Albergado en una hermosa casona de tipo colonial, fue construida en 1886 y perteneció a la familia Ponce y Parada Ponce. En 1962, la Ilustre Municipalidad de Linares compró el tradicional inmueble de calle Valentín Letelier para que funcionara como sede del museo que tuvo su inauguración formal el 12 de octubre de 1966.

Escultura de mármol, Museo de Arte y Artesanía, Linares

Fue fundado en 1962 y sus colecciones se formaron gracias a la generosidad de los artistas chilenos que reunieron más de 200 obras de arte, las que abarcan un siglo de producción plástica nacional (1880-1980), y también a los aportes que hicieron el Museo Histórico Nacional y el Museo Nacional de Bellas Artes, de Santiago de Chile. El museo periódicamente realiza exposiciones temporales de artes visuales y artesanía popular, recitales poéticos, conferencias, talleres de folclore, literatura y plástica, y ciclos de vídeo documental y de cine. El museo es un importante espacio cultural abierto a toda la comunidad.

## Colecciones
La colección del Museo de Arte y Artesanía de Linares se conformó a partir de donaciones privadas, préstamos y adquisiciones. Actualmente cuenta con más de 3.000 piezas distribuidas en cinco colecciones: 
- Artes visuales, compuesta por más de 700 objetos entre los que se incluyen pinturas, esculturas, dibujos y grabados de origen nacional y extranjero.
- Arte y artesanía popular, en la que se preservan más de 1.600 objetos folclóricos y etnográficos de la cultura tradicional chilena, correspondientes a cerámicas, cestería, tejidos, tallados, herrería, entre otros.
- Historia y antropología, que incluye más de 200 objetos, libros, documentos, fotografías, vestimenta y otros, que pertenecieran a destacados personajes de la historia nacional.
- Arqueología, compuesta por petroglifos de Guaiquivilo, herramientas líticas representativas de los pueblos originarios de la zona.
- Numismática, en la que se incluyen monedas, billetes, fichas salitreras y monedas extranjeras.[3]

Colección de Arte del Museo, Linares

## Declaración Monumento Histórico
En 1987, la Colección del Museo de Arte y Artesanía de Linares, así como todas las colecciones dependientes de la Dibam, fueron declaradas Monumento Histórico, con el objetivo de asegurar su preservación y resaltar su valor patrimonial y cultural para la nación. 
El museo fue declarado Monumento Nacional en 1996 por Decreto Exento N.º 389 del Ministerio de Educación. Entre 2009 y 2010 se realizaron varias refacciones a fin de ampliar su capacidad.